# Нариман (Нижнекамский район)
 Нариман  — деревня в Нижнекамском районе Татарстана. Входит в состав Шереметьевского сельского поселения.

## География
Находится в центральной части Татарстана на расстоянии приблизительно 31 км по прямой на юго-запад от районного центра города Нижнекамск на автомобильной дороге Нижнекамск-Камские Поляны.

## История
Основана в первой половине 1920-х годов. Более точно, 1925 год основания приведен в местном источнике, где сообщается, что первопоселенцами были жители кряшенской деревни Кулущи Мамадышского кантона ТАССР. В деревне работал колхоз имени Нариманова и совхоз «Прикамский».

## Население
Постоянных жителей было: в 1926—270, в 1949—297, в 1958—292, в 1970—379, в 1979—289, в 1989—261, в 2002 − 196 (татары 49 %, кряшены 40 %), видимо кряшены в большинстве, 153 в 2010.

## Достопримечательности
Церковь Александра Невского.